# Landkreis Oder-Spree
Landkreis Oder-Spree is een Landkreis in de Duitse deelstaat Brandenburg. De Landkreis telt 179.276 inwoners (31 december 2020) op een oppervlakte van 2.242,71 km². Kreisstadt van Oder-Spree is Beeskow.

## Steden en gemeenten
Na de gemeentelijke herinrichting van 2003 bestaat Oder-Spree uit 37 gemeentes, waarvan 7 steden.

(aantal inwoners per 30 juni 2006)
| Steden 1. Beeskow (8.415) 2. Eisenhüttenstadt (34.483) 3. Erkner (11.752) 4. Friedland (3.395) 5. Fürstenwalde/Spree (33.188) 6. Müllrose (4.431) 7. Storkow (Mark) (9.439) Zelfstandige gemeenten 1. Grünheide (Mark) (7.799) 2. Rietz-Neuendorf (4.444) 3. Schöneiche bei Berlin (12.011) 4. Steinhöfel (4.657) 5. Tauche (3.994) 6. Woltersdorf (7.621) | Gemeenteverbanden 1. Brieskow-Finkenheerd (8.413) 1. Brieskow-Finkenheerd (2.593) 2. Groß Lindow (1.882) 3. Vogelsang (813) 4. Wiesenau (1.426) 5. Ziltendorf (1.699) 2. Neuzelle (7.175) 1. Lawitz (673) 2. Neißemünde (1.867) 3. Neuzelle (4.635) 3. Odervorland (6.041) 1. Berkenbrück (1.017) 2. Briesen (Mark) (2.313) 3. Jacobsdorf (1.959) 4. Scharmützelsee (8.686) 1. Bad Saarow (4.793) 2. Diensdorf-Radlow (541) 3. Langewahl (837) 4. Reichenwalde (1.095) 5. Wendisch Rietz (1.420) 5. Schlaubetal (10.321) 1. Grunow-Dammendorf (602) 2. Mixdorf (1.012) 3. Müllrose (Stadt) (4.431) 4. Ragow-Merz (517) 5. Schlaubetal (1.999) 6. Siehdichum (1.760) 6. Spreenhagen (8.193) 1. Gosen-Neu Zittau (2.738) 2. Rauen (1.919) 3. Spreenhagen (3.536) |

Barnim · Brandenburg an der Havel · Cottbus · Dahme-Spreewald · Elbe-Elster · Frankfurt (Oder) · Havelland · Märkisch Oderland · Oberhavel · Oberspreewald-Lausitz · Oder-Spree · Ostprignitz-Ruppin · Potsdam · Potsdam-Mittelmark · Prignitz · Spree-Neiße · Teltow-Fläming · Uckermark
Bad Saarow ·
Beeskow ·
Berkenbrück ·
Briesen (Mark) ·
Brieskow-Finkenheerd ·
Diensdorf-Radlow ·
Eisenhüttenstadt ·
Erkner ·
Friedland ·
Fürstenwalde/Spree ·
Gosen-Neu Zittau ·
Groß Lindow ·
Grünheide ·
Grunow-Dammendorf ·
Jacobsdorf ·
Langewahl ·
Lawitz ·
Mixdorf ·
Müllrose ·
Neißemünde ·
Neuzelle ·
Ragow-Merz ·
Rauen ·
Reichenwalde ·
Rietz-Neuendorf ·
Schlaubetal ·
Schöneiche bei Berlin ·
Siehdichum ·
Spreenhagen ·
Steinhöfel ·
Storkow ·
Tauche ·
Vogelsang ·
Wendisch Rietz ·
Wiesenau ·
Woltersdorf ·
Ziltendorf